# Мукур (Атырауская область)
Мукур или Мукыр (каз. Мұқыр) — село в Кзылкогинском районе Атырауской области Казахстана. Административный центр Мукурского сельского округа. Находится примерно в 105 км к юго-востоку от села Миялы, административного центра района, на высоте 73 метров над уровнем моря. Код КАТО — 234847100.

## Население
В 1999 году численность населения села составляла 3203 человек (1679 мужчин и 1524 женщины). По данным переписи 2009 года, в селе проживало 3423 человека (1743 мужчины и 1680 женщин).